# Mixaderus senegalensis
Mixaderus senegalensis es una especie de coleóptero de la familia Aderidae.

## Distribución geográfica
Habita en Senegal.